# Tetiana Jurjewa
Tetiana Anatolijiwna Jurjewa, Тетяна Анатоліївна Юрьєва (ur. 21 stycznia 1995) – ukraińska lekkoatletka, dyskobolka.
Brązowa medalistka mistrzostw Europy juniorów (2013).
Dwukrotna uczestniczka mistrzostw świata juniorów: 9. lokata w 2012 oraz 6. lokata w 2014.
Medalistka mistrzostw Ukrainy w różnych kategoriach wiekowych (także w pchnięciu kulą).

## Rekordy życiowe
- Rzut dyskiem – 57,08 (2013)
- Pchnięcie kulą (3 kg) – 17,48 (2012)